# Leptotarsus (Tanypremna) brasiliensis
Leptotarsus (Tanypremna) brasiliensis is een tweevleugelige uit de familie langpootmuggen (Tipulidae). De soort komt voor in het Neotropisch gebied.